# Coquillettidia cristata
Coquillettidia cristata är en tvåvingeart som först beskrevs av Theobald 1904.  Coquillettidia cristata ingår i släktet Coquillettidia och familjen stickmyggor. Inga underarter finns listade i Catalogue of Life.